# یواس‌اس اوت‌پست (ای‌جی‌آر-۱۰)
یواس‌اس اوت‌پست (ای‌جی‌آر-۱۰) (به انگلیسی: USS Outpost (AGR-10)) یک کشتی بود که طول آن 441' بود. این کشتی در سال ۱۹۴۵ ساخته شد.

## ساخت و ساز
پاسگاه (YAGR-10) در 14 آوریل 1945، تحت قرارداد کمیسیون دریایی (MARCOM)، MC Hull 3140، به عنوان کشتی آزادی فرانسیس جی اوگارا، توسط J.A. جونز ساختمان، پاناما سیتی، فلوریدا. او در 8 ژوئن 1945 پرتاب شد و در 30 ژوئن 1945 به شرکت کشتی بخار کالمر تحویل داده شد.

## سابقه خدمات
خدمات بازرگان
کشتی بخار کالمر از 30 ژوئن 1945 تا 4 ژوئن 1946 فرانسیس جی. اوگارا را برای MARCOM اداره می کرد. سفرهای دریایی فرانسیس جی اوگارا در این دوره شامل یکی به سواحل غربی ایالات متحده آمریکا و دیگری به بنادر مختلف اروپایی بود. 
در 4 ژوئن 1946 فرانسیس جی. اوگارا در ناوگان ذخیره رودخانه هادسون، جونز پوینت، نیویورک، MARCOM به خاک سپرده شد. از 28 ژانویه 1947 تا 14 ژانویه 1948، فرانسیس جی اوگارا توسط شرکت کشتی بخار واترمن و سپس شرکت کشتی بخار اقیانوس اطلس جنوبی اداره می شد. در این دوره او سفرهای دریایی به اروپا، خاور نزدیک و شرق داشت. در 20 ژانویه 1948، فرانسیس جی اوگارا در ناوگان ذخیره MARCOM's Mobile در آلاباما مستقر شد.
خدمات نیروی دریایی آمریکا
در 22 مه 1956، نیروی دریایی ایالات متحده فرانسیس جی. اوگارا را به دست آورد تا به یک کشتی رادار ایستگاه اقیانوس تبدیل شود.
فرانسیس جی. اوگارا از موبایل به کشتی سازی نیروی دریایی فیلادلفیا، فیلادلفیا، پنسیلوانیا، یدک کش شد، جایی که تبدیل برای تجهیز او به تجهیزات تشخیص الکترونیکی و تجهیزات ارتباطی لازم برای نقش او در فرماندهی دفاع هوایی قاره آغاز شد. او به شماره بدنه نیروی دریایی YAGR-10 منصوب شد و در 6 فوریه 1957 به ماموریت پاسگاه رسید.
پس از آموزش شیک داون در خارج از خلیج گوانتانامو، کوبا، Outpost در 3 ژوئن 1957 به بندر خود، دیویسویل، رود آیلند گزارش داد. در 28 ژوئن، کشتی در اولین گشت زنی خود به سمت دریا حرکت کرد و در 30 ژوئن، بریستر را در ایستگاه پیکت راحت کرد. کشتی در 19 ژوئیه به دیویسویل بازگشت، اما در 24 ژوئیه، برای گشت زنی دیگری که الگوی گشت‌زنی‌هایی را تنظیم می‌کرد که با دوره‌های کوتاه مدت در بندر قطع می‌شد، در جریان بود.
این پاسگاه در سال 1957 در مجموع شش گشت زنی انجام داد. این گشت ها تا سال 1958 ادامه یافت. نام پاسگاه به AGR-10 در 28 سپتامبر 1958 تغییر یافت.
در نیمه اول سال 1961، Outpost در ایستگاه بخار شد. اما در ماه اوت او به سمت جنوب به فلوریدا و باهاما رفت. از اکتبر 1961 تا ژانویه 1962، او در بوستون، ماساچوست تحت تعمیرات اساسی قرار گرفت.
Outpost در سال 1962 به گشت‌زنی‌های خود در اقیانوس اطلس ادامه داد و در طول بحران موشکی کوبا، در زمان جنگ به گشت‌زنی‌های خود ادامه داد. شروع سال 1963 نشان داد که Outpost مانند قبل در ایستگاه بخار می شد. در اواخر ژوئیه کشتی از هالیفاکس، نوا اسکوشیا بازدید کرد.
از آگوست تا پایان سال 1963، پاسگاه در گزارش تماس های هوایی، رکوردی در مورد عدم فقدان داشت. او دوباره در ماه نوامبر از هالیفاکس بازدید کرد و سپس برای تعطیلات به بندر خود رفت. در اوایل سال 1964، او گشت‌زنی‌های خود را از سر گرفت و این الگوی عملیات را تا انحلال در 1 ژوئیه 1965 ادامه داد.
از کار انداختن
او در 4 فوریه 1966 به اداره دریایی ایالات متحده (MARAD) بازگردانده شد و وارد ناوگان ذخیره رودخانه هادسون، جونز پوینت، نیویورک شد. او در 17 فوریه 1971 برای اسقاط در اسپانیا فروخته شد.